# بريدجيت بيكرينغ
بريدجيت بيكرينغ (بالإنجليزية: Bridget Pickering)‏ هي منتجة أفلام ناميبية، ولدت في 1966.

## وصلات خارجية
- بريدجيت بيكرينغ على موقع IMDb (الإنجليزية)
- بريدجيت بيكرينغ على موقع قاعدة بيانات الفيلم (الإنجليزية)